# Torsten Michaelis
Torsten Michaelis (* 31. Januar 1961 in Ost-Berlin; † 17. August 2025) war ein deutscher Schauspieler, Synchronsprecher, Hörspielsprecher und Hörbuchinterpret. Seine Stimme ist vor allem durch zahlreiche Synchronisationen von Wesley Snipes, Martin Lawrence, Sean Bean, Benicio del Toro und Chris Tucker bekannt geworden.

## Leben und Wirken

### Theater, Film und Fernsehen
Michaelis absolvierte sein Schauspielstudium von 1983 bis 1987 an der Hochschule für Schauspielkunst „Ernst Busch“ Berlin. Bereits ab dem zweiten Ausbildungsjahr trat er von 1984 bis 1989 in den Kammerspielen des Deutschen Theaters Berlin auf. 1987 erhielt er ein dreijähriges Engagement am Hans Otto Theater in Potsdam, gefolgt von weiteren vier Jahren als Gastschauspieler. Ab 1995 war Michaelis freiberuflich tätig.
1982 gab Michaelis in dem Dreiteiler Konrads Erbtanten unter der Regie von Gerald Hujer sein Filmdebüt. Es folgten mehrere kleinere Rollen bei der DEFA und des DFF, so unter anderem in der Fernsehreihe Der Staatsanwalt hat das Wort (1988) oder in Peter Vogels Der kleine Herr Friedemann (1990). Im wiedervereinigten Deutschland spielte er etwa in der Sat.1-Kriminalserie Inspektor Rolle (2002/04) den Edgar „Eddi“ Krumme und gastierte wiederholt im Polizeiruf 110. Daneben wirkte er in dem mit dem Jupiter ausgezeichneten Fernsehspielfilm Zwölf Winter mit, und in Kinoproduktionen wie NVA (2005), Mein Führer – Die wirklich wahrste Wahrheit über Adolf Hitler (2007), 1. Mai – Helden bei der Arbeit (2008), Der Vorleser (ebenfalls 2008) sowie in dem mit dem Oscar 2009 ausgezeichneten Kurzfilm Spielzeugland.
In der ARD-Reihe Tatort agierte Michaelis von 2007 bis 2012 an der Seite von Maria Furtwängler als Kommissarin Charlotte Lindholm als deren Vorgesetzter Stefan Bitomsky. Von 2020 bis 2022 spielte er im Tatort aus Saarbrücken mit dem Kommissar-Duo Schürk und Hölzer den Vater von Kommissar Adam Schürk, welcher seinen Sohn als Kind und Jugendlichen körperlich und seelisch misshandelt hat und in Notwehr von Adams bestem Freund und jetzigen Kollegen Leo Hölzer ins Koma geprügelt wurde. Eine durchgehende Serienhauptrolle hatte Michaelis von 2012 bis 2014 als Polizeihauptkommissar Jürgen Klug in der Vorabendserie Heiter bis tödlich: Hauptstadtrevier. Im Oktober 2024 war er in der Comedy-Serie Where’s Wanda? neben Heike Makatsch als Schellenberg in seiner letzten Rolle in Film und Fernsehen zu sehen.
Vertreten wurde Michaelis durch das in Berlin ansässige Management Ramona Mohren.

### Synchronisation
Entdeckt von einer Regisseurin, die in Schulklassen Nachwuchssprecher für die Besetzung von Kinder- und Jugendrollen im Bereich der Filmsynchronisation suchte, übernahm Torsten Michaelis 1972 in der sowjetischen Belarusfilm-Produktion Die Musik der Partisanen seine erste Hauptrolle. Es folgten zahlreiche weitere Engagements in den Studios der DEFA in Potsdam-Babelsberg.
Seit dem Science-Fiction-Action-Film Demolition Man (1993) war Michaelis die deutsche Feststimme von Wesley Snipes, seit der sechzehnteiligen Fernsehproduktion Die Scharfschützen auch von Sean Bean. Darüber hinaus wurde er seit Bad Boys – Harte Jungs (1995) bis auf wenige Ausnahmen auf Martin Lawrence und seit Dead Presidents (1995) kontinuierlich auf Chris Tucker besetzt. Film- und Fernsehzuschauer kennen ihn zudem als deutsche Stimme mehrerer Serienhauptdarsteller, darunter für Julian McMahon in der Rolle des Cole Turner in Charmed – Zauberhafte Hexen (2000–2005) und der Rolle des Dr. Christian Troy in Nip/Tuck – Schönheit hat ihren Preis (2006–2009). Für Kevin Sorbo war er die deutsche Stimme des Dylan Hunt in Andromeda (2001–2006), für Damian Lewis als Charlie Crews in Life (2009–2010) und für Grant Bowler als Joshua Nolan in Defiance (2013–2015).
Zu einer Auswahl weiterer von ihm synchronisierter Schauspieler gehören Benicio del Toro, darunter in Traffic – Macht des Kartells (2000), 21 Gramm (2003) und Sin City (2005), Donnie Wahlberg in der Filmreihe Saw, in Kurzer Prozess – Righteous Kill (2008) und in der Serie Blue Bloods – Crime Scene New York (seit 2012), Ben Mendelsohn (seit Rogue One: A Star Wars Story) sowie Mike Epps in Next Friday (2000), Friday After Next (2002), Talk to Me (2007) und Savages (2012).
Dialogregie führte Michaelis unter anderem in der Krimiserie CSI: Miami und im Coen-Kultfilm The Big Lebowski. Ab 2014 lieh er Jason Beghe als Henry „Hank“ Voight in Chicago P.D. seine Stimme. Ebenso synchronisierte er Jackie Earle Haley in Shutter Island (2010) und von 2017 bis 2019 in The Tick.

### Hörbücher
Ab Mitte der 2000er-Jahre war Torsten Michaelis ein vielbeschäftigter Interpret von Hörbüchern. Seine Publikationen umfassen sowohl Kinder- und Jugend- als auch Erwachsenenliteratur.
So las er unter anderem Der Horla aus der Vampirric-Hörbuchserie von HR Giger (2004), Die Insel des Dr. Moreau von H.G. Wells (2007) und die Tripods-Trilogie von John Christopher (2006, 2007), deren dritter Teil 2007 mit dem Hörspiel Award in Gold ausgezeichnet und für den Ohrkanus nominiert wurde. In der Kategorie Hörbuch des Jahrzehnts setzte sich Michaelis neben David Nathan und Regisseur Lars Peter Lueg während der Ohrkanus Wahl 2008 mit H.P. Lovecrafts Der Flüsterer im Dunkeln gegen die Konkurrenz durch. Als Synchronstimme des Hauptdarstellers Sean Bean in der Fernsehserie Die Scharfschützen vertonte Torsten Michaelis ab 2010 für Lübbe Audio die der Fernsehadaptation zugrundeliegende Romanserie Richard Sharpe von Bernard Cornwell.
Im Bereich der Kinder- und Jugendliteratur interpretierte Michaelis unter anderem Das Amulett des Dschingis Khan von Nina Blazon, das 2008 auf der Hörbuchbestenliste erschien. Mit der Lesung Troja von Rosemary Sutcliff (2008) erzielte er im darauffolgenden Jahr den dritten Platz bei der Verleihung des HörKulino, dem Publikumspreis des Deutschen Buchhandels. Weiteren Erfolg verzeichnete die Hörbuchausgabe des für den deutschen Jugendliteraturpreis nominierten Romans Es geschah im Nachbarhaus von Willi Fährmann, das 2011 mit dem Auditorix-Gütesiegel ausgezeichnet wurde. 2012 erschienen die Hörbuchproduktionen Elbenthal-Saga – Die Hüterin Midgards von Ivo Pala sowie das Prequel Tripods – Die Ankunft der dreibeinigen Monster von John Christopher, 2013 Elbenthal-Saga – Der Schwarze Prinz von Ivo Pala. Seit Februar 2014 ließ er für den Argon Verlag die Abenteuer von Batman lebendig werden. Im Oktober 2015 erschien seine Lesung von Philip Kerrs Winterpferde bei sauerländer audio, die mit Platz 1 der hr2-Hörbuchbestenliste prämiert wurde.
Für den Komplett-Media-Verlag vertonte Michaelis außerdem dokumentarische Hörbücher zu Sachthemen wie Geschichte, Philosophie und Religion.

### Hör- und Computerspiele
Von 2006 bis 2009 lieh Michaelis in der zehnteiligen mehrfach ausgezeichneten Hörspielserie Caine von Lausch – Phantastische Hörspiele dem gleichnamigen Auftragsmörder und Protagonisten Steven Caine seine Stimme und wurde dafür mit dem Ohrkanus 2010 sowie 2007 mit dem Hörspiel Award in Gold als „Bester Sprecher in einer Hauptrolle“ geehrt.
Von 2005 bis 2010 wirkte er zudem als Tupac Shakur in der LPL-Records-Produktion Offenbarung 23 mit, in einer weiteren Festrolle war er 2008 neben Marie Bierstedt und Rita Engelmann als Jedi Roan Shryne in der Star-Wars-Hörspielserie Dark Lord zu hören (Buch und Regie: Oliver Döring, Romanvorlage Dunkler Lord: der Aufstieg der Darth Vader von James Luceno). In der Hörspielserie Drachenlanze leiht er dem Charakter Caramon, einem Hauptakteur, seine Stimme.
Darüber hinaus lieh Michaelis verschiedenen Charakteren in der Hörspielreihe Gruselkabinett seine Stimme, so in den Folgen Das Phantom der Oper, Das verfluchte Haus, Dr. Jekyll und Mr. Hyde, Der Fall des Dexter Ward, Die liebende Tote und Der Leichendieb. In der von Lauscherlounge Records publizierten Hörspielfassung zu Bram Stokers Romanklassiker Dracula übernahm Michaelis die gleichnamige Hauptrolle und trat mit dem Ensemble im Rahmen dreier Leseinszenierungen 2006 in Berlin, Hamburg und Essen auf.
Interessierte von Computerspielen kennen Torsten Michaelis unter anderem als Synchronstimme von Max Payne in Max Payne 2: Fall of Max Payne, von Agent 47 in Hitman, Garrett in Dark Project 2: The Metal Age, Psycho in Crysis und Crysis Warhead, Mother in Medal of Honor, Attentäter Kai Leng in Mass Effect 3, Sam Becker in Far Cry 3, Pagan Min in Far Cry 4 und einer von vier Sprechern des Charakters Inquisitor in Dragon Age: Inquisition. Des Weiteren verlieh er dem Charakter Reaper in Blizzards Spiel Overwatch seine Stimme. 2022 lieh er Pagan Min in der DLC-Episode Pagan: Kontrolle von Far Cry 6 erneut seine Stimme. In Cyberpunk 2077 war er als Saul, Anführer des Nomadenclans Aldecaldos zu hören. 

### Privates
Sein zehn Monate jüngerer Bruder ist der Sänger und Komponist Dirk Michaelis. Sein Stiefvater war der Musiker Gerd Michaelis (1933–2022), der Leiter des Gerd Michaelis Chors.
Torsten Michaelis war verheiratet und lebte in Berlin. Er starb am 17. August 2025 im Alter von 64 Jahren.

## Filmografie

### Filme
- 1986: Ernst Thälmann
- 1988: Kai aus der Kiste
- 1990: Der kleine Herr Friedemann
- 1991: Engel mit einem Flügel
- 1991: Bronsteins Kinder
- 1999: Sturmzeit
- 2001: Der Verleger
- 2005: Kabale und Liebe
- 2005: NVA
- 2005: Katze im Sack
- 2007: Mein Führer – Die wirklich wahrste Wahrheit über Adolf Hitler
- 2007: Spielzeugland (Kurzfilm)
- 2008: 1. Mai – Helden bei der Arbeit
- 2008: Der Vorleser
- 2008: Wir sind das Volk – Liebe kennt keine Grenzen (Zweiteiler)
- 2009: Zwölf Winter
- 2009: Genug ist nicht genug (Fernsehfilm)
- 2009: Ein Dorf schweigt
- 2009: Der Raketenmann – Wernher von Braun und der Traum vom Mond
- 2009: Lila, Lila
- 2010: Der Uranberg
- 2011: Unknown Identity (Unknown)
- 2011: Hotel Lux
- 2011: Die Stunde des Wolfes
- 2012: Deckname Luna
- 2012: Offroad
- 2012: Wir wollten aufs Meer
- 2013: Hai-Alarm am Müggelsee
- 2013: 5 Jahre Leben
- 2014: Kafkas Der Bau
- 2015: Nackt unter Wölfen
- 2016: Frantz
- 2017: Der gleiche Himmel (Dreiteiler)
- 2018: Angst in meinem Kopf
- 2018: Das Joshua-Profil
- 2018: Die Haut der Anderen
- 2021: Die unheimliche Leichtigkeit der Revolution
- 2023: Trauzeugen

### Fernsehserien und -reihen
- 1987: Polizeiruf 110: Die letzte Kundin (Fernsehreihe)
- 1988: Der Staatsanwalt hat das Wort: Ohne Wenn und Aber (Fernsehreihe)
- 1991: Polizeiruf 110: Ein verhängnisvoller Verdacht
- 1997: Polizeiruf 110: Der Sohn der Kommissarin
- 1998: Tatort: Tanz auf dem Hochseil (Fernsehreihe)
- 1998: Hallo, Onkel Doc! (Fernsehserie, Folge Ein Tag ohne Ende)
- 1998: Polizeiruf 110: Das Wunder von Wustermark
- 1999–2019: In aller Freundschaft (Fernsehserie, verschiedene Rollen, 3 Folgen)
- 2000: Die Männer vom K3 (Fernsehserie, Folge Tyrannenmord)
- 2000: Der Clown (Fernsehserie, Folge In der Höhle des Löwen)
- 2002: Polizeiruf 110: Wandas letzter Gang
- 2002–2004: Inspektor Rolle (Fernsehreihe) → siehe Besetzung
- 2003: Wolffs Revier (Fernsehserie, Folge Aus Fehlern wird man klug)
- 2004: Großstadtrevier (Fernsehserie, 2 Folgen)
- 2004–2019: SOKO Wismar (Fernsehserie, verschiedene Rollen, 3 Folgen)
- 2006: Arme Millionäre (Fernsehserie, Folge Müll oder Frieden)
- 2007: R. I. S. – Die Sprache der Toten (Fernsehserie, 2 Folgen)
- 2007: Der letzte Zeuge (Fernsehserie, Folge Tödliche Lust)
- 2007–2008: GSG 9 – Ihr Einsatz ist ihr Leben (Fernsehserie, 2 Folgen)
- 2007–2012: Tatort → siehe Charlotte Lindholm
  - 2007: Wem Ehre gebührt
  - 2008: Erntedank e. V.
  - 2008: Salzleiche
  - 2009: Das Gespenst
  - 2009: … es wird Trauer sein und Schmerz
  - 2010: Der letzte Patient
  - 2011: Mord in der ersten Liga
  - 2012: Wegwerfmädchen
  - 2012: Das goldene Band
- 2009: Wilsberg: Oh du tödliche… (Fernsehreihe)
- 2010: Tatort: Die Unmöglichkeit, sich den Tod vorzustellen
- 2011: Tatort: Heimatfront
- 2011, 2016: Der Kriminalist (Fernsehserie, verschiedene Rollen, 2 Folgen)
- 2011: Polizeiruf 110: Blutige Straße
- 2011: SOKO Köln (Fernsehserie, Folge Die Berufenen)
- 2012: Tatort: Der traurige König
- 2012–2014: Heiter bis tödlich: Hauptstadtrevier (Fernsehserie, 32 Folgen)
- 2012: Notruf Hafenkante (Fernsehserie, Folge: Schuss ins Herz)
- 2012: Bella Block: Unter den Linden (Fernsehreihe)
- 2015–2018: Die Füchsin (Fernsehreihe)
  - 2015: Dunkle Fährte
  - 2017: Spur auf der Halde
  - 2018: Spur in die Vergangenheit
- 2015: Tatort: Frohe Ostern, Falke
- 2015: Letzte Spur Berlin (Fernsehserie, Folge: Staatseigentum)
- 2015: Nord bei Nordwest – Der wilde Sven (Fernsehreihe)
- 2016: Lotte Jäger und das tote Mädchen (Fernsehreihe)
- 2017: Die Spezialisten – Im Namen der Opfer (Fernsehserie, Folge: Zu treuen Händen)
- 2018: Berlin Station (Fernsehserie, Folge: Aut Concilio Aut Ense)
- 2020: SOKO Leipzig (Fernsehserie, Folge: Geschwister)
- 2020: Tatort: Das fleißige Lieschen
- 2020: WaPo Berlin (Fernsehserie, Folge: Alle in einem Boot)
- 2021: Tatort: Der Herr des Waldes
- 2022: Tatort: Das Herz der Schlange
- 2022: Sarah Kohr – Geister der Vergangenheit
- 2022: Praxis mit Meerblick – Mutter und Sohn (Fernsehreihe)
- 2022: Theresa Wolff – Waidwund
- 2024: Wendland – Stiller und der rote Faden (Fernsehreihe)
- 2024: Where’s Wanda? (Fernsehserie, 6 Folgen)

## Synchronrollen (Auswahl)
Für Sean Bean
- 1993–2008: Die Scharfschützen (Sharpe, Fernsehreihe)
- 1994: Die Bibel – Jakob (Jacob, Fernsehfilm)
- 1994: Shopping
- 1994: Scarlett (Fernsehserie)
- 1994: Black Beauty
- 1996: Immer wieder samstags (When Saturday Comes)
- 1997: Anna Karenina
- 1998: Airborne – Bete, dass sie nicht landen! (Airborne)
- 1998: Ronin
- 1998: The Canterbury Tales (Fernsehserie, eine Folge, Stimme)
- 1999: Bravo Two Zero – Hinter feindlichen Linien (Bravo Two Zero)
- 2000: Gangsters – The Essex Boys (Essex Boys)
- 2001: Sag’ kein Wort (Don’t Say a Word)
- 2001: Der Herr der Ringe: Die Gefährten (The Lord of the Rings: The Fellowship of the Ring)
- 2002: Tom & Thomas
- 2002: Equilibrium
- 2002: Der Herr der Ringe: Die zwei Türme (The Lord of the Rings: The Two Towers, nur Special Extended Edition)
- 2003: Der Herr der Ringe: Die Rückkehr des Königs (The Lord of the Rings: The Return of the King)
- 2003: Henry VIII
- 2003: The Big Empty
- 2004: Troja (Troy)
- 2004: Das Vermächtnis der Tempelritter (National Treasure)
- 2005: The Dark
- 2005: Die Insel (The Island)
- 2005: Flightplan – Ohne jede Spur (Flightplan)
- 2005: Kaltes Land (North Country)
- 2007: The Hitcher
- 2007: Outlaw
- 2007: Far North
- 2008: Crusoe (Fernsehserie, 4 Folgen)
- 2009: Yorkshire Killer (Red Riding)
- 2010: Ca$h
- 2010: Percy Jackson – Diebe im Olymp (Percy Jackson & the Olympians: The Lightning Thief)
- 2010: Black Death
- 2010: Lost Future – Kampf um die Zukunft (The Lost Future)
- 2010: Death Race 2
- 2011: Age of Heroes
- 2011: Game of Thrones (Fernsehserie, 10 Folgen)
- 2012: Spieglein Spieglein – Die wirklich wahre Geschichte von Schneewittchen (Mirror, Mirror)
- 2012: Missing (Fernsehserie, 8 Folgen)
- 2012: Accused – Eine Frage der Schuld (Accused, Anthologie-Fernsehserie, 1 Folge)
- 2012: Cleanskin – Bis zum Anschlag (Cleanskin)
- 2012: Soldiers of Fortune
- 2014: Wicked Blood
- 2014–2015: Legends (Fernsehserie, 20 Folgen)
- 2015: Jupiter Ascending
- 2015: Pixels
- 2015: Der Marsianer – Rettet Mark Watney (The Martian)
- 2015, 2017: The Frankenstein Chronicles (Fernsehserie, 12 Folgen)
- 2016: Der junge Messias (The Young Messiah)
- 2016: Kingsglaive: Final Fantasy XV (Stimme)
- 2017: Drone – Tödliche Mission (Drone)
- 2017: Dark River
- 2017: Broken (Miniserie, 6 Folgen)
- 2019: Curfew (Fernsehserie, 6 Folgen)
- 2019: World on Fire (Fernsehserie, 7 Folgen)
- 2021–2022: Snowpiercer (Fernsehserie, 20 Folgen)

Für Wesley Snipes
- 1993: Demolition Man
- 1994: Sugar Hill
- 1994: Drop Zone
- 1995: Money Train
- 1995: To Wong Foo, thanks for Everything, Julie Newmar
- 1995: Waiting to Exhale – Warten auf Mr. Right (Waiting to Exhale)
- 1996: The Fan
- 1997: Mord im Weißen Haus (Murder at 1600)
- 1997: One Night Stand
- 1998: Auf der Jagd (U.S. Marshals)
- 1998: Der Sommer, der alles veränderte (Down in the Delta)
- 1998: Blade
- 1998: Futuresport
- 2000: The Soul of Love
- 2000: The Art of War
- 2000: Eine Liebe in Brooklyn (Disappearing Acts)
- 2002: Liberty Stands Still
- 2002: Blade II
- 2002: Undisputed – Sieg ohne Ruhm (Undisputed)
- 2002: ZigZag
- 2003: America’s Dream
- 2004: Unstoppable
- 2004: Blade: Trinity
- 2005: 7 Sekunden (7 Seconds)
- 2005: John Doe
- 2005: Chaos
- 2005: The Marksman – Zielgenau (The Marksman)
- 2006: The Detonator – Brennender Stahl (The Detonator)
- 2006: Hard Luck
- 2007: The Contractor – Doppeltes Spiel (The Contractor)
- 2008: The Art of War II: Der Verrat (The Art of War II: Betrayal)
- 2009: Gesetz der Straße – Brooklyn’s Finest (Brooklyn’s Finest)
- 2010: Game of Death
- 2012: Gallowwalkers
- 2014: The Expendables 3
- 2015: The Player (Fernsehserie, 9 Folgen)
- 2015: Chi-Raq
- 2017: Armed Response
- 2017: The Recall
- 2019: What We Do in the Shadows (Fernsehserie, 1 Folge)
- 2019: Dolemite Is My Name
- 2020: Cut Throat City
- 2021: Der Prinz aus Zamunda 2 (Coming 2 America)
- 2024: Deadpool & Wolverine

Für Benicio del Toro
- 1998: Fear and Loathing in Las Vegas
- 2000: Traffic – Die Macht des Kartells (Traffic)
- 2003: 21 Gramm
- 2005: Sin City
- 2007: Eine neue Chance (Things We Lost in the Fire)
- 2010: Somewhere
- 2010: Wolfman
- 2012: Savages
- 2013: Jimmy P.
- 2013: Thor – The Dark Kingdom (Thor: The Dark World)
- 2014: Escobar: Paradise Lost
- 2014: Guardians of the Galaxy
- 2014: Inherent Vice – Natürliche Mängel (Inherent Vice)
- 2015: Der Kleine Prinz (The Little Prince, Animationsfilm)
- 2015: A Perfect Day
- 2015: Sicario
- 2017: Star Wars: Die letzten Jedi (Star Wars: The Last Jedi)
- 2018: Avengers: Infinity War
- 2018: Sicario 2
- 2018: Escape at Dannemora (Fernsehserie)
- 2021: What If…? (Fernsehserie)

Für Ben Mendelsohn
- 1994: Verführung der Sirenen (Sirens)
- 2005: The New World
- 2016: Rogue One: A Star Wars Story
- 2017: Die dunkelste Stunde (Darkest Hour)
- 2018: Robin Hood
- 2019: Captain Marvel
- 2019: Spider-Man: Far From Home
- 2019: Spione Undercover – Eine wilde Verwandlung (Spies in Disguise)
- 2023: Secret Invasion
- 2023: Star Wars: The Bad Batch
- 2025: Andor

Für Chris Tucker
- 1995: Dead Presidents
- 1997: Jackie Brown
- 1997: Money Talks – Geld stinkt nicht (Money Talks) – auch Produzent
- 1997: Das fünfte Element (The Fifth Element)
- 1998: Rush Hour
- 2001: You Rock My World (mit Michael Jackson) (Musikvideo)
- 2001: Rush Hour 2
- 2007: Rush Hour 3
- 2012: Silver Linings (Silver Linings Playbook)
- 2016: Die irre Heldentour des Billy Lynn (Billy Lynn’s Long Halftime Walk)

Weitere Rollen
- 1994: The Crow – Die Krähe für Brandon Lee
- 2000–2005: Charmed – Zauberhafte Hexen (Fernsehserie) für Julian McMahon
- 2001–2007: Andromeda (Fernsehserie) für Kevin Sorbo
- 2002: Star Trek: Nemesis für Tom Hardy
- 2006–2009: Nip/Tuck – Schönheit hat ihren Preis (Fernsehserie) für Julian McMahon
- 2008–2014: Sons of Anarchy (Fernsehserie) für Kim Coates
- 2009–2010: Life (Fernsehserie) für Damian Lewis
- 2010: Legacy für Idris Elba
- 2010–2024: Blue Bloods – Crime Scene New York (Fernsehserie) für Donnie Wahlberg
- 2013–2015: Defiance (Fernsehserie) für Grant Bowler
- 2014–2025: Chicago P.D. (Fernsehserie) für Jason Beghe
- 2019: Der König der Löwen für Chiwetel Ejiofor
- 2019: Vinland Saga (Animeserie) für Naoya Uchida
- 2021–2022: FBI: Most Wanted für Julian McMahon

## Theater (Auswahl)
- 1986: Hermann Sudermann: Der Sturmgeselle Sokrates – Regie: Thomas Langhoff (Deutsches Theater Berlin – Kammerspiele)
- 1990: Athol Fugard: Da leben Leute – Regie: Günter Rüger (Hans Otto Theater Potsdam)
- 1991: Christoph Hein: Die wahre Geschichte des Ah Q (Wang) – Regie: Bernd Weißig (Hans Otto Theater Potsdam)

## Auszeichnungen
- 1986: Erich-Weinert-Medaille, Kunstpreis der FDJ[18]
- 2007: Hörspiel-Award in Gold in der Kategorie „Bester Sprecher in einer Hauptrolle“ für Caine
- 2007: Hörspiel-Award in Gold in der Kategorie „Kritiker-Preis: Beste Lesung“ für Tripods III – Der Untergang der dreibeinigen Monster nach John Christopher
- 2008: Ohrkanus in der Kategorie „Hörbuch des Jahrzehnts“ neben David Nathan und Regisseur Lars Peter Lueg für Der Flüsterer im Dunkeln nach H.P. Lovecraft
- 2009: HörKulino – Platz 3 für Troja nach Rosemary Sutcliff
- 2010: Ohrkanus in der Kategorie „Bester Sprecher in einer Hauptrolle“ für Caine